# Зуканович, Эрвин
Эрвин Зуканович (босн. Ervin Zukanović; род. 11 февраля 1987[…], Сараево) — боснийский футболист, защитник греческого клуба «Астерас».

## Клубная карьера
Во взрослом футболе дебютировал в 2005 году выступлениями за столичный клуб «Железничар», в котором провел один сезон, приняв участие лишь в 7 матчах чемпионата.
Своей игрой за эту команду привлек внимание представителей тренерского штаба клуба «Аустрия» (Лустенау), в состав которого присоединился в 2006 году, но выступал только во второй команде в третьем по уровню дивизионе Австрии.
Летом 2007 года Зуканович вернулся на родину, где недолго выступал за «Вележ», после чего перешёл в «Юрдинген», игравший в Нижнерейнской лиге, шестом по уровню дивизионе Германии.
В начале 2009 года перебрался в Бельгию, где выступал за «Дендер», но в первом же сезоне команда заняла предпоследнее место в элитном дивизионе и Зуканович снова вынужден был играть в низших дивизионах. Большинство времени, проведенного в составе «Дендера», был основным игроком защиты команды.
Летом 2010 года Эрвин перешёл в «Эйпен». Играя в составе «Эйпен» также в основном выходил на поле в основном составе команды, но и с ним в первом же сезоне занял в высшем дивизионе предпоследнее место, которое означало вылет из элиты. Однако на этот раз Зуканович не захотел понижаться в классе и перешёл в «Кортрейк». Тренерским штабом нового клуба также рассматривался как игрок «основы».
В состав клуба «Гент» присоединился в начале 2013 года и за полтора сезона успел сыграть за команду из Гента 34 матча в национальном чемпионате.
20 июня 2014 перешёл на правах аренды на сезон в итальянский «Кьево», где за сезон сыграл 29 матчей и забил 2 гола, после чего 11 июня 2015 Кьево выкупила контракт игрока за 1 миллион €. Однако уже 15 июля игрок был продан в «Сампдорию» за 2.9 миллиона € плюс Фабрицио Каччаторе и стал первым боснийцем в истории клуба.
29 января 2016 перешёл на правах аренды до конца сезона в столичную «Рому».
11 июля 2017 года перешёл в «Дженоа» на правах аренды до 30 июня 2018 года
. В 2018 году «Дженоа» окончательно выкупила Эрвина у «Ромы».
1 августа 2019 года подписал двухлетний контракт с саудовским клубом «Аль-Ахли». Через 3 недели дебютировал в матче против «Аль-Адалаха».
31 января 2020 подписал контракт с клубом СПАЛ до конца сезона с возможностью продления его еще на год. В августе того же года перешёл в турецкую команду «Фатих Карагюмрюк».
В августе 2022 года присоединился к греческому клубу «Астерас».

## Карьера в сборной
16 октября 2012 дебютировал в официальных играх в составе национальной сборной Боснии и Герцеговины в матче квалификации на ЧМ-2014 против сборной Литвы, в котором вышел на поле на 74 минуте вместо Сенада Лулича (3:0).
20 октября 2020 года завершил международную карьеру.